# Narkotikastrafflagen
Narkotikastrafflag (1968:64) utgör så kallad speciallagstiftning.
Den som olovligen överlåter eller framställer narkotika som är avsedd för missbruk, förvärvar narkotika i överlåtelsesyfte eller anskaffar, bearbetar, förpackar, transporterar, förvarar eller tar annan sådan befattning med narkotika som inte är avsedd för eget bruk eller bjuder ut narkotika till försäljning, förvarar eller befordrar vederlag för narkotika, förmedlar kontakter mellan säljare och köpare eller företar någon annan sådan åtgärd, om förfarandet är ägnat att främja narkotikahandel döms för narkotikabrott till fängelse i högst tre år.

## Fotnoter
1. ↑  1 § Narkotikastrafflagen (1968:64)